# Scarecrow Messiah
Scarecrow Messiah è il sesto album in studio del gruppo heavy metal statunitense Bride, pubblicato nel 1994.

## Tracce
1. Beast – 4:27
2. Place – 3:41
3. Murder – 4:07
4. Scarecrow – 3:51
5. Crazy – 3:44
6. Time – 4:16
7. One – 3:28
8. Doubt – 4:11
9. Dad Mom – 3:29
10. Thorns – 5:51
11. Questions – 1:51